# 여름의 메아리
여름의 메아리(Echoes Of A Summer)는 미국에서 제작된 돈 테일러 감독의 1976년 드라마 영화이다. 리처드 해리스 등이 주연으로 출연하였고 로버트 L. 조셉 등이 제작에 참여하였다.

## 출연

### 주연
- 리처드 해리스
- 로이스 네틀톤

### 조연
- 제럴딘 피처럴드
- 윌리엄 윈돔
- 조디 포스터
- 브래드 세비지
- 로버트 L. 조셉

## 제작진
- 원작자: 로버트 L. 조셉
- 의상: 론 탤스키
- Ass-PD: 뮤리엘 브래들리
- Ass-PD: 더못 해리스
- 배역: 로스 브라운